# مونيك جافر
مونيك جافر (بالإنجليزية: Monique Javer)‏ مواليد 22 يوليو 1967 في بورلينغامي، هي لاعبة كرة مضرب بريطانية سابقة بدأت مسيرتها كمحترفة سنة 1985 وكانت تلعب باليد اليمنى، اعتزلت اللعب في 2000. أعلى تصنيف لها في الفردي كان 56. أعلى تصنيف لها في الزوجي كان 176. سبق أن شاركت في دورة الألعاب الأولمبية الصيفية.

## الخط الزمني للأداء
مفتاح
| ف | ن | ن.ن | ر.ن | د# | د.م | ل | أ.أ | ت | غ | ب | ف | ذ | م.خ | ل.ت |

(ف) فاز بالبطولة (ن) وصل النهائي (ن.ن) نصف النهائي (ر.ن) ربع النهائي (د#) الأدوار الأربعة الأولى (د.م) دور المجموعات (ل) شارك في كأس ديفيز (أ.أ) خرج من الأدوار الاولى (ت) خسر التصفيات التأهيلية (غ) غاب عن الحدث أو البطولة (ب) حصل على ميدالية برونزية (ف) حصل على ميدالية فضية (ذ) حصل على ميدالية ذهبية (م.خ) بطولة الماسترز خُفضت إلى مرتبة أقل (ل.ت) البطولة لم تعقد في السنة المعينة.
لتجنب الارتباك وازدواجية الحساب، يتم تحديث هذه المعلومات إما في نهاية البطولة، أو عندما تكون مشاركة اللاعب في البطولة قد انتهت.
| الدورة            | 1986 | 1987 | 1988 | 1989 | 1990 | 1991 | 1992 | 1993 | 1994 | إجمالي ف/خ |
| ----------------- | ---- | ---- | ---- | ---- | ---- | ---- | ---- | ---- | ---- | ---------- |
| أستراليا المفتوحة | -    | -    | د2   | د1   | -    | د2   | د1   | د2   | ت    | 3–5        |
| فرنسا المفتوحة    | -    | -    | د1   | -    | د2   | د1   | د1   | -    | -    | 1–4        |
| ويمبلدون          | -    | ت    | د1   | د1   | د1   | د1   | د1   | د2   | د1   | 1–7        |
| أمريكا المفتوحة   | ت    | د1   | د1   | -    | د2   | د1   | د1   | د1   | -    | 1–6        |

- إجمالي ف/خ = إجمالي الفوز والخسارة

## روابط خارجية
- مونيك جافر على موقع رابطة محترفات التنس (الإنجليزية)
- مونيك جافر على موقع الاتحاد الدولي لكرة المضرب (الإنجليزية)
- مونيك جافر على موقع كأس بيلي جين كينغ (الإنجليزية)
- مونيك جافر على موقع خلاصة التنس.كوم (الإنجليزية)
- مونيك جافر على موقع اللجنة الأولمبية الدولية (الإنجليزية)
- مونيك جافر على موقع أوليمبيديا (الإنجليزية)